# Francisco Proaño Arandi
Francisco Proaño Arandi (Cuenca, 1944) es un novelista, cuentista y ensayista ecuatoriano. Formó parte del grupo Tzántzicos, movimiento contestatario y vanguardista ecuatoriano de los años sesenta. Según el escritor Raúl Vallejo su obra posee: «Una narración sustantiva, una atmósfera situada entre la realidad cotidiana y la realidad mágica, un mundo de "monstruos" domésticos, una permanente "economía del lenguaje", como lo requiere el cuento clásico».

## Biografía

### Primeros años
Francisco Proaño Arandi nació en Cuenca, Ecuador, el 20 de enero de 1944. Sus primeros años transcurrieron en Quito, en una casa vieja del centro histórico lo cual incidiría después en su obra. La estudiosa Yolanda Montalvo señala, en un trabajo sobre el autor, que a ello debe quizá, «su estilo moroso y envolvente, sus personajes marcados por un sino de envejecimiento y derrota, su obsesión por las gravitaciones del tiempo en la peripecia de los hombres, metáforas de una época de derrumbe y transformación».
Así mismo, Alicia Ortega, encontrará en la novela Del otro lado de las cosas (1993), que la casa tiene «una resonancia simbólica de amplio espectro. Ella deviene instancia fundamental para comprender no solo las nuevas dinámicas urbanas; sino que concentra y expresa, en su misma configuración física, el rostro de una sociedad profundamente estratificada».
A los diecisiete años publicó su primer libro, Poesías (1961), aunque posteriormente se dedicaría exclusivamente a la prosa.

### Década de los sesenta
En la década de los sesenta fundó la revista Z (1964) junto a Alejandro Moreano, posteriormente se vinculó al movimiento Tzántzico (1962-1969), quienes ya se habían destacado como prolíficos activistas de un arte provocador y contestatario, y cuyo cuartel general se encontraba en el famoso Café 77 del centro de la ciudad. Autodenominados «tzántzicos» —de la palabra «shuar, tzantza, que consiste en el arte de reducir cabezas enemigas»—, el grupo optó «por una nueva forma de hacer literatura: literatura al alcance de todos» y «atacaron sin ningún tipo de piedad a los autores precedentes». Muchos de quienes pertenecieron al tzantzismo serían los futuros referentes de la literatura ecuatoriana, que, paradójicamente, empezarían a producir sus obras fundamentales mucho tiempo después de que el movimiento se hubiera disuelto. En sus filas estuvieron Ulises Estrella, Rafael Larrea, Marco Muñoz, Simón Corral, Luis Corral, Alfonso Murriagui, Euler Granda, Teodoro Murillo, Marco Velasco, Raúl Arias, Iván Carvajal, Leandro Katz, Alejandro Moreano, Humberto Vinueza, Bolívar Echeverría, Abdón Ubidia, José Ron, Antonio Ordóñez, entre otros. Agustín Cueva asegura que el tzántzismo fue «el acto más renovador que conocieron las letras nacionales desde la generación del 30» y, según Alexandra Astudillo y Jorge Dávila Vázquez, «pretendía fundir en una sola realidad la ética y la estética de la praxis social, política y artística, inspirándose en los escritos teóricos del joven Marx; del existencialismo, liderado por su ideólogo, el filósofo francés Jean-Paul Sartre, y de la teoría y práctica de la revolución, expresadas en textos del Che Guevara». 

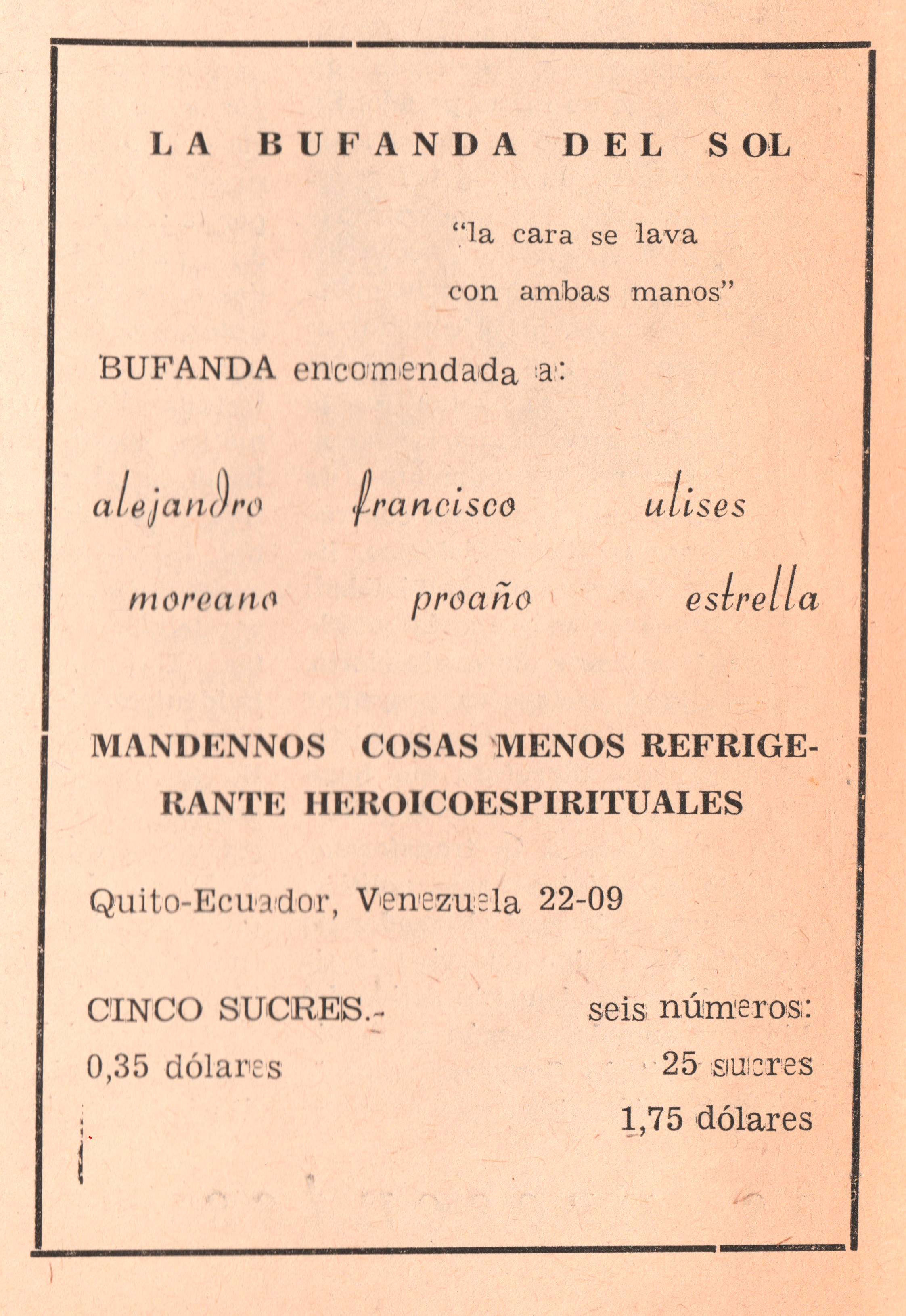
Inserto donde se describe a los encargados de la revista La Bufanda del sol no. 1, junio de 1965. Archivo de FPA.

Aunque el grupo tenía ya una revista, Pucuna (1962-1968), Proaño fundó junto a Ulises Estrella y Alejandro Moreano La bufanda del sol (1965-1966), una de las publicaciones icono de entonces. En esos años se unió al Frente Cultural y fue Secretario de la Asociación de Escritores y Artistas Jóvenes del Ecuador de 1966 a 1967.
En una entrevista dirá de esa época: «[...] nuestra generación irrumpió injustamente contra el realismo social y naturalista, en la revista Z ya nos declarábamos eso, parricidas, y a [Pablo] Palacio lo recuperábamos como un gran antecedente, nos reconocíamos en su literatura, queríamos seguir en esa línea, y Palacio tiene dentro de uno de sus fundamentos de su estética, aquello que dice: se tomaron las grandes realidades pero olvidamos que las pequeñas realidades son las que conforman una vida» (Alejandro Moreano, Revista Kipus no. 28, 2010, pp. 13-31).

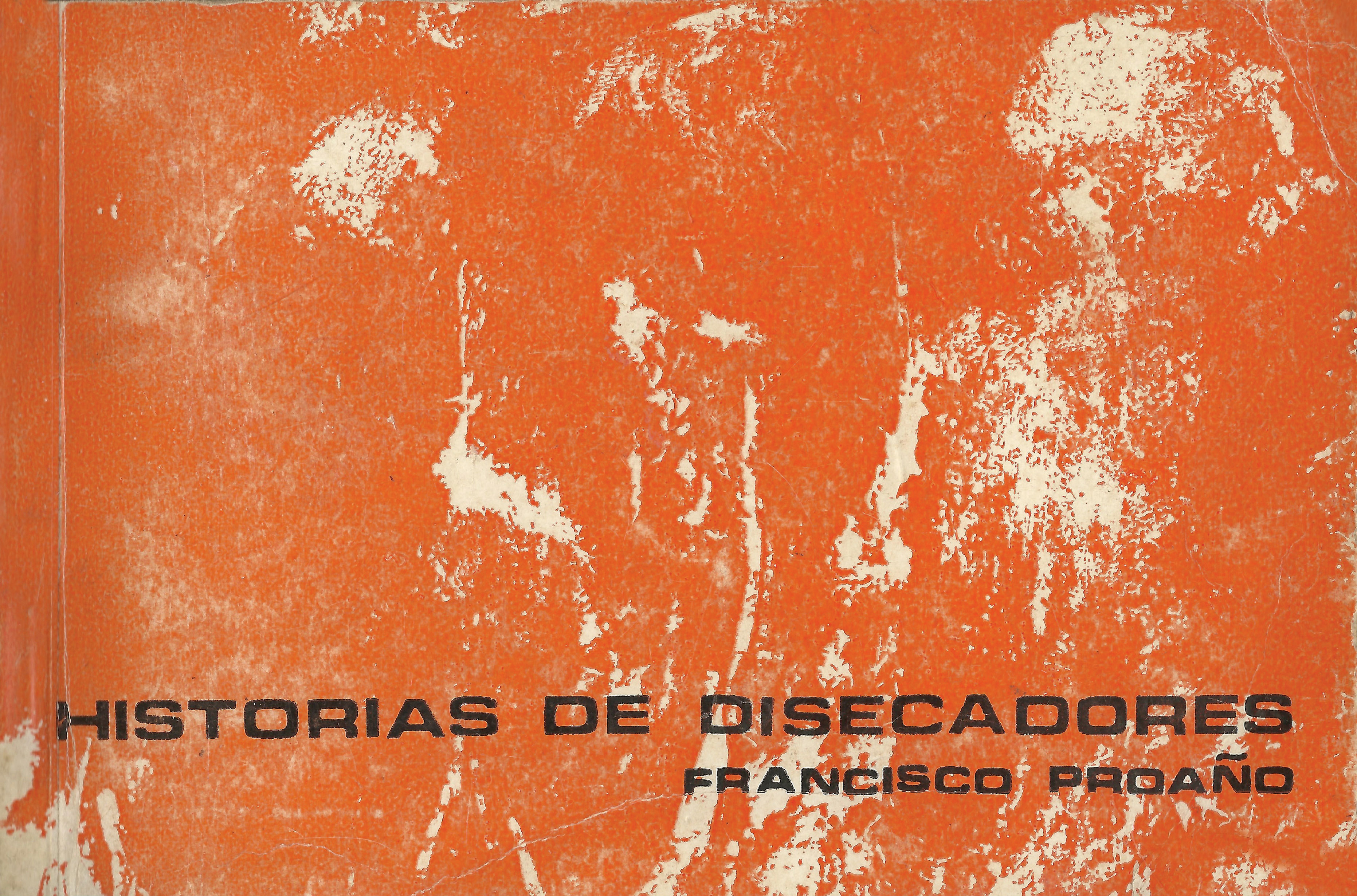
Portada de Historias de disecadores, 1972. Archivo de FPA.

### Década de los setenta
En 1972 publicó su primer libro de relatos Historias de disecadores, cuentos en donde, según se lee en la contratapa del libro, «el lenguaje va desentrañando una situación que envuelve al personaje, al país o a la ciudad». «Narraciones de gran profundidad, compenetración sicológica y tiempos lentos para facilitar el crecimiento de los personajes».

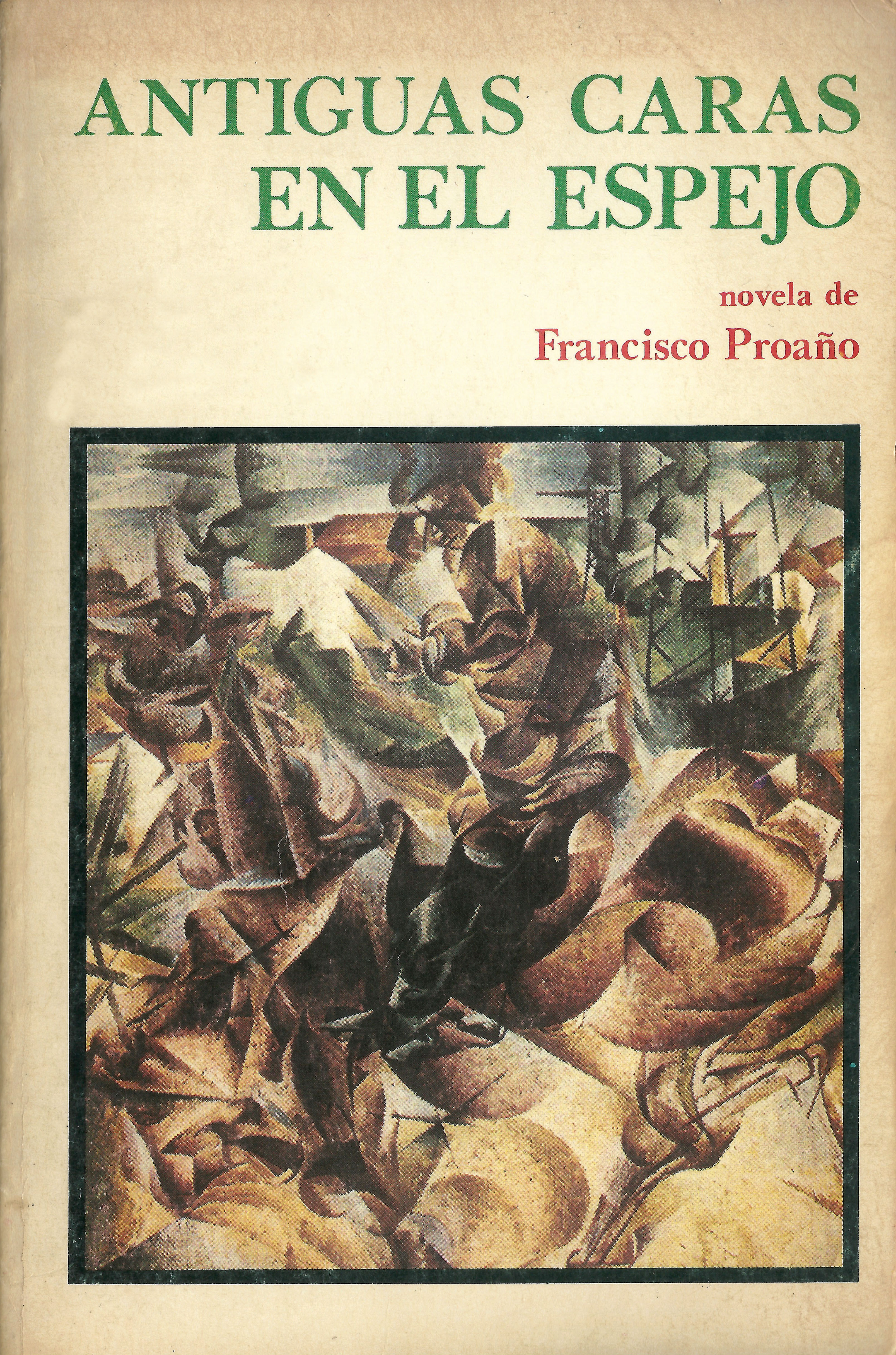
Portada de la primera edición de Antiguas caras en el espejo, Premio José Mejía Lequerica 1984. Archivo de FPA.

Doce años después vería la luz su primera novela Antiguas caras en el espejo (1984), que se hizo acreedora al Premio José Mejía Lequerica del Municipio de Quito a la Mejor Obra en Prosa. De ella Miguel Donoso Pareja expresa: «Antiguas caras en el espejo —novela recibida eufóricamente por la crítica quiteña— rebasa, incluso, lo situacional, y busca más el recubrimiento que el descubrimiento (o desentrañamiento) de una situación que, de todos modos, de manera morosa, como en cámara lenta, se devela dentro de un juego de espejos en el que campea una permanente ambigüedad» (Donoso, Nuevo realismo ecuatoriano, 2002, p. 134).

### Década de los ochenta
En 1986 publicaría Oposición a la magia, una de cuyas narraciones había obtenido tres años atrás la Primera Mención en el Concurso Internacional de Relatos convocado por la Revista Plural de México. Abdón Ubidia indica que «Tres enormes fantasmas recorren [sus] páginas: la desolación de los seres condenados a la quietud, la carencia de identidad que agobia a esos seres y, el tiempo, pero considerado en su dimensión más perversa, reducido a su oficio devorador, corrosivo».
El mismo año aparece La doblez, editado por Editorial Planeta. Simón Espinosa es enfático al decir que este libro de cuentos refleja los «conflictos interiores de nuestra clase media; pues traducen, con fidelidad, la crisis de este grupo que se debate entre el socialismo intelectual y la burguesía de bolsillo, entre la identidad apenas perceptible de una nación y los gustos europeos, entre las aspiraciones sociales y personales no muy definidas y el autoanálisis de sentimientos». 

### Década de los noventa
En 1993 una segunda novela, Del otro lado de las cosas, es saludada por la crítica y Fernando Balseca se referirá a que como obra se «arma —con la precisión que se le exige a una máquina perfecta— un entretejido de seres y de circunstancias que, en medio de asombros y sorpresas, puede provocar profundos cambios en quienes se atrevan a cuestionarse la vida con la literatura. […] Arrastrados por la morosidad y el ritmo del eficaz lenguaje que lo comprime todo, los lectores de la novela atestiguarán, como en el proceso de hechura de un diamante, el procedimiento por el cual un solo instante de una vida puede simbolizar todos los esfuerzos acumulados en esa vida.»

### En el siglo XXI
Diez años después aparece el volumen de cuentos Historias del país fingido, que se hace acreedor al Premio Nacional Joaquín Gallegos Lara 2003. En una entrevista con Diego Pascual el propio autor explicará esta nueva obra de la siguiente forma: «Juan Gelman […] decía que quizá la misión de la utopía sea su mismo fracaso, para dar lugar a otras nuevas. Esa es la intención de este guiño literario. […] creo que el arte es eso, una búsqueda de ballenas blancas en el texto, en el espacio plástico, en toda la libertad que imaginamos y por la que seguimos adelante.» («Como buscar ballenas blancas en países fingidos». En: Suplemento de Cultura del Diario Los Andes)
Así mismo, ese año aparece su tercera novela, La razón y el presagio. «En el curso de unas pocas horas, lapso que lleva leer el diario recuperado de un ex combatiente de la guerra civil española, posible colaborador del nazismo, un hombre descubre el verdadero significado de su existencia. [.…] Bajo esta cobertura y con el pretexto que le brinda tejer una fábula acerca de los orígenes del fascismo sudamericano, Francisco Proaño Arandi, […] conduce al lector, […] a una indagación cuyo objetivo final no es la simple dilucidación de un enigma sino la revelación de aquello que late, indescifrable y sorpresivo siempre, en lo más oscuro del corazón humano.»

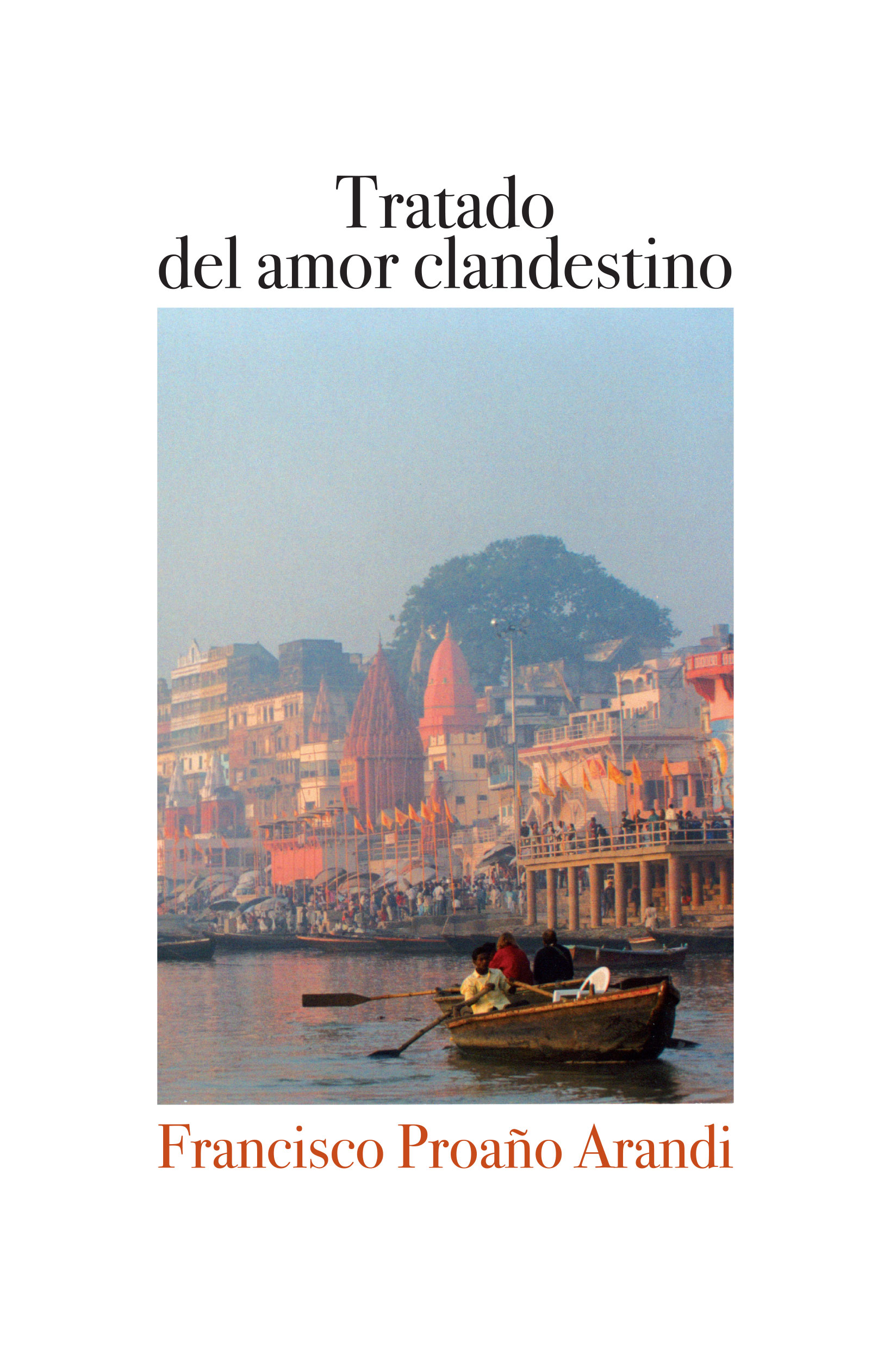
Portada de Tratado del amor clandestino, Premio José María Arguedas 2010. Archivo de FPA.

Tratado del amor clandestino apareció en 2008, fue finalista en la XVI edición del Premio Internacional “Rómulo Gallegos”, Caracas, Venezuela, en 2009 y recibió por esta, su cuarta novela, el Premio de Narrativa José María Arguedas 2010 de la Casa de las Américas, Cuba. Según su texto de contratapa la obra «parte de una carta; un cuaderno que es a la par y probablemente, un texto iniciático, y el diario de un viaje, instrumentos para la aparición de personajes y situaciones que, más que la historia de una familia y su diáspora, dan cuenta de la realidad de un país y una época. Amor, desamor, locura, incesto, venganzas, increíbles codicias, heroísmos, son estaciones humanas en las vidas que se describen, pero el texto finalmente tratará de incidir en lo esencial de las mismas: su sentido, sus razones, su destino. Todo, en los más dispares escenarios: la vieja casa de la infancia, Quito, Los Llanganates (el lugar más brumoso de la tierra), Benarés (la ciudad impar y sagrada), las misteriosas lagunas de Ozogoche (la extensión translúcida solo perturbada por la caída de los pájaros que en octubre y noviembre llegan allí para morir…). Escenarios que, sin embargo, se complementan y forman una suerte de continuo espacio temporal que trasciende lo textual y nos conduce a repensar nuestra condición humana, compleja y frágil.»
El sabor de la condena, su quinta novela, fue merecedora del Premio Nacional Joaquín Gallegos Lara 2009. El escritor Modesto Ponce analiza que en ella: «Quito es constantemente mencionada. Se siente a la ciudad. Como en otras de las obras del autor, nuestra geografía y nuestra naturaleza están presentes en los ríos y pueblos orientales, o en la zona de Maquipucuna en el noroccidente de Pichincha. A Ecuador, en el texto, se lo denomina el “país de los tallos blancos”, “el país de la humedad” o “el país del tigre”. Se mencionan inclusive lugares situados al sur de Colombia, como la laguna de La Cocha y Puerto Asís, en las riveras del Putumayo. […] Proaño nos dice mucho más de lo que realmente nos cuenta. A más de su capacidad para mantener textos que no decaen, sin baches ni fugas innecesarias, a veces densos, desafiantes, bajo sus páginas, bajo cada uno de los capítulos hay planteamientos, reencuentros con nosotros mismos, fantasmas, humanas certezas, flaquezas y temores humanos, un sinfín de universos […]»
Ese mismo año la colección Ideas Liebres de la Casa de la Cultura Ecuatoriana pone en circulación una recopilación de ensayos de Proaño titulada Entretextos, «expresivos de su pensamiento frente a la literatura en general y, en particular, la ecuatoriana, […] Cobran especial interés aquellos que dedica a temas como el de los grandes exiliados de la literatura ecuatoriana, a la configuración de una conciencia de lo andino desde la literatura, la relación entre arte y poder o su testimonio personal en cuanto integrante connotado de la llamada generación del 60.»
En 2014 el escritor, bajo el sello Alfaguara-Random House, se hace presente con la novela negra Desde el silencio. Paul Hermann se refiere al texto como «un relato desolador en el que los secretos familiares se resisten al olvido y arrastran a sus protagonistas hacia un final insospechado» («Dudo de que el asesino sea siempre el protagonista». En: El Telégrafo). Y Óscar Vela observa que la obra «envuelve y atrapa al lector en un manto de intrigas y secretos, de sangre y venganzas. […] El silencio como ominosa presencia se convertirá en el hilo conductor de una novela de prosa fina y lenguaje depurado».
Su último libro de cuentos, Elementos dispares (2015), contiene once narraciones que, según el poeta y crítico literario Julio Pazos, «introducen al lector en el mundo misterioso y alterno que ofrece una minuciosa elaboración de arte literario».
En 2022 publicó la novela Ceremonia de pólvora, bajo el sello editorial de la Academia Ecuatoriana de la Lengua. Según Andrés Cadena: «Más allá de si el esquema narrativo compuesto por crimen-indagación-solución llega a completarse, lo que caracteriza a esta novela es que quiere enfrentarnos con la idea del mal. Lo hace desde su primera línea: "El mal que siempre temimos estaba ya entre nosotros y yo rehuía reconocerlo"».
La colección Libros para el pueblo. Lado B, de la Casa de la Cultura Núcleo del Azuay, presentó en 2023 una cuidada reedición de su novela Antiguas caras en el espejo, a cargo de Guillermo Gomezjurado, quién en el prólogo nos recuerda que: «Quien haya seguido la narrativa de Proaño Arandi sabrá que en ella se repite la idea de que nada puede silenciarse del todo ni para siempre, aunque los efectos que generan estas revelaciones terminen por devastar a quienes atienden el llamado de lo que ha sido callado o escondido […] Tomando en cuenta lo dicho, tal vez lo primero que deba señalarse de Antiguas caras en el espejo es que se trata de una novela sobre la herencia familiar, sobre lo que se ha guardado en secreto y sale a flote, de un modo quizá ominoso, y en ruinas: residuos mal asimilados por el silencio, y sobre los cuales orbitan ya sin remedio oscuras pulsaciones.» 
Fue miembro del Consejo de Redacción de la revista Palabras Suelta, junto a Diego Araujo, Ramiro Larrea y Lenín Oña, que auspiciaba la Editorial El Conejo y dirigía el escritor Abdón Ubidia. Ha sido también director de la revista Letras del Ecuador de la Casa de la Cultura Ecuatoriana en los años 2002 y 2003. Actualmente es director de la Academia de la Lengua Ecuatoriana.

## Carrera diplomática
Ingresó al Ministerio de Relaciones Exteriores de su país en 1966, siendo su primer destino Puerto Asís, en las riberas del río Putumayo, al sur de Colombia, donde se desempeñó como cónsul de 1972 a 1973, fue tercer secretario en la embajada del Ecuador en Moscú de 1973 a 1977 donde coincidió con el escritor Jorge Icaza quien había sido nombrado embajador ante la hoy desaparecida Unión Soviética. Posteriormente sería consejero en La Habana, en donde fue secuestrado en 1981 junto al embajador Jorge Pérez Concha por un grupo de disidentes armados. Su actuación, solidaria y prudente en este episodio, sería relievada por Pérez Concha en su opúsculo A través de ocho décadas y media (autobiografía) –Artes Gráficas, Guayaquil, 2008. Se quedaría en Cuba hasta el año 1984 como encargado de negocios, coincidiendo con el escritor Galo Galarza Dávila quien arribó como nuevo miembro de la delegación ecuatoriana. En 1986 presenta la renuncia a su cargo en el Ministerio por estar en desacuerdo con un comunicado donde el gobierno de León Febres Cordero indicaba «no había violaciones a los derechos humanos en Ecuador» y que el entonces ministro Édgar Terán Terán pretendía lo firmé Francisco Proaño. En 1988 sería ascendido a embajador siendo su primera misión con este cargo ante la República Socialista Federativa de Yugoslavia en 1990, coincidiendo con la guerra balcánica que desmembró el país y terminó con el bombardeo de la OTAN de la propia Belgrado. Sería luego nombrado ante Nicaragua, Costa Rica, El Salvador y Argentina; culminando su carrera como embajador ante la OEA cargó al cual renunció en 2010.

## Estilo literario
Comenzando con un estilo de realismo abierto con dejes neobarrocos, Proaño Arandi refleja un contexto de un Quito que recién comienza a entrar a la modernidad y las repercusiones en la sociedad que esto pueda tener. Rechazando características del realismo social ecuatoriano como la transcripción fonética, una escritura rural que hablaba de los sectores marginales y la denuncia de un grupo social; estas tendencias son tapadas por una introspección del individuo quiteño que comienza a tener dudas cada vez más complejas acompañadas a esa transición con la modernidad, eso junto a un profundo escrutinio de la sociedad, sus angustias, su moral, sus valores y todos los prejuicios que esta pueda tener.
Su prosa se inscribe en una generación que tendrá como escenario fundamental la ciudad de Quito, «llegándose incluso a hablar de un “quiteñocentrismo”». Abdón Ubidia, Raúl Pérez Torres, Iván Egüez, Fernando Tinajero, Javier Vásconez, Iván Oñate y Huilo Ruales serán parte de este fenómeno que centra su narrativa en la capital ecuatoriana.
«Miguel Donoso Pareja, en uno de sus libros, lo denominó como el escritor del nuevo realismo ecuatoriano. Rocío Bastidas exdocente de literatura de la Universidad Católica de Quito (PUCE), habla, con relación a la obra de Francisco, de un estilo barroco, recargado de imágenes, de metáforas […]» El latinoamericanista Peter Thomas, Profesor Asociado en la Universidad de Carolina del Norte-Wilmington, señala en su libro Quito, sueño y laberinto. Una narrativa ecuatoriana (FONSAL; Quito, 2005): «Entre otras de las obras de Francisco Proaño Arandi, aparece Antiguas caras en el espejo, que por su inmersión en el mundo cerrado y circular de la ciudad, se privilegia como una de las novelas emblemáticas incluidas en dicho estudio». Thomas analiza profundamente el tema mítico de la ciudad en otros textos de Proaño, como Del otro lado de las cosas y el cuento Cantuña (del libro Historias del país fingido). 
Otros estudiosos de la obra de Proaño Arandi, como Guillermo Gómezjurado (El despacio doméstico como productor de lo insólito en la narrativa breve de Francisco Proaño Arandi, Tesis de Maestría en la Universidad Andina Simón Bolívar), o la propia Rocío Bastidas, antes citada, encuentra, en varios de sus textos, metáforas del tiempo histórico reciente de su país, el Ecuador. Bastidas apunta: «La desesperanza que reflejan los relatos de Proaño es magistralmente manejada por el autor a través de un relato moroso, minucioso y detallista, de un lenguaje preciso y artísticamente trabajado que permite que el lector comparta el sentimiento de angustia existencial, tema que hace de la literatura de Proaño Arandi una literatura universal».

## Obras

### Novela
- Antiguas caras en el espejo (1984) Premio José Mejía Lequerica 1984.
- Del otro lado de las cosas (1993)
- La razón y el presagio (2003)
- Tratado del amor clandestino (2008) Premio José María Arguedas 2010.
- El sabor de la condena (2009)
- Desde el silencio (2014)
- Ceremonia de pólvora (2022)

### Cuento
- Historias de disecadores (1972)
- Oposición a la magia (1986)
- La doblez (1986)
- Historias del país fingido (2003) Premio Joaquín Gallegos Lara 2003.
- Perfil inacabado -antología de cuentos- (2005)
- Elementos dispares (2015)
- Dos cuentos (2025)

### Ensayo
- Entretextos (2009)
- Por qué se fueron las garzas o el antiindigenismo de Gustavo Alfredo Jácome (2015)[36]
- Diplomáticos en la literatura ecuatoriana. En colaboración con Alejandra Adoum (2014).

## Distinciones
- Premio CES AL 2021, de Editorial Centro de Estudios Sociales de América Latina, Cuenca.[37]
- Máxima Presea Nubes Verdes de Montalvo, Ipiales, 2014.
- Condecoración Aurelio Espinosa Pólit 2011, del Concejo Municipal del Distrito Metropolitano de Quito.
- Homenaje del Séptimo Congreso Internacional de Literatura: Memoria e imaginación de Latinoamérica y el Caribe (por los derroteros de la oralidad y la escritura), Quito, 2011.
- Premio José María Arguedas 2010, Casa de las Américas, Cuba, Obra: Tratado del amor clandestino, novela.
- Finalista del Premio Rómulo Gallegos 2009, Caracas, Venezuela. Obra: Tratado del amor clandestino, novela.
- Premio Joaquín Gallegos Lara, Municipio de Quito, 2003. Obra: Historias del país fingido, cuentos.
- Máxima condecoración del Instituto Cultural Rubén Darío Orden Centenario Azul en el grado de Gran Cruz y Banda, Santiago de Chile, 1996.
- Premio José Mejía Lequerica, Municipio de Quito, 1984. Obra: Antiguas caras en el espejo, novela.
- Mención en el Concurso Internacional de Cuento Revista Plural, México, 1982, Relato: Oposición a la magia
- Medalla de Plata en el Concurso Intercolegial del Libro Leído de Quito, 1962.
- Medalla de Oro en el Concurso del Libro Leído del Municipio de Quito, 1961.